# Erjon Bogdani
Pour les articles homonymes, voir Bogdani (homonymie).
Erjon Bogdani est un footballeur international albanais né le 14 avril 1977 à Tirana. Il joue en position d'attaquant.

## Carrière

### Hellas Vérone
Lors de la saison 2004-2005, Bogdani marque 17 buts en championnat Serie B, soit 2 réalisations de moins que Diego Milito de Genoa. Aucun autre attaquant albanais n'avait réussi à marquer autant de buts dans un championnat étranger.

## Sélection
En septembre 2011, lors du match contre la France, Bogdani inscrit son 12e but sous les couleurs de l'équipe nationale. Il est le meilleur buteur de l'histoire de la sélection avec 18 buts.

## Après carrière
À la fin de sa carrière, il rentre dans le staff technique de l'Équipe d'Albanie de football.

## Palmarès
- Vainqueur de la Coupe d'Albanie en 1997 avec Partizani Tirana.